# Niles-Simmons-Hegenscheidt
Niles-Simmons-Hegenscheidt (NSH) ist eine Chemnitzer Unternehmensgruppe auf dem Gebiet des Werkzeugmaschinenbaus.

## Unternehmensstruktur
Die Niles-Simmons-Hegenscheidt GmbH ist die Dachgesellschaft für mehrere operative Unternehmen. Zu den Unternehmen der Gruppe gehören:
- NSH Technology, früher Niles-Simmons Industrieanlagen
- Simmons Machine Tool Corporation
- Hegenscheidt MFD
- NSH – China Technology Industries
- NSH RUSS
- Werkzeugmaschinenfabrik Glauchau
- RASOMA Werkzeugmaschinen

## Produkte
Das Unternehmen produziert und vertreibt Bearbeitungszentren, Fräsmaschinen, Drehmaschinen, Räummaschinen, Fest-, Glatt- und Richtwalzmaschinen sowie Schleifmaschinen.

## Exporte nach Russland
Die Maschinen von Niles-Simmons-Hegenscheidt wurden auch nach Russland exportiert. Der amerikanische Fernsehsender PBS gibt Indizien an, dass diese zum Teil dazu verwendet würden, Waffen wie Raketen oder Panzermotoren herzustellen. NSH-Chef Hans J. Naumann wies den Bericht zurück und bezeichnete die behauptete Verwendung als technisch unsinnig. Die Gruppe habe wirtschaftliche Aktivitäten in Russland mit Beginn des Ukraine-Krieges eingestellt. Dem widersprach jedoch ein Artikel des Redaktionsnetzwerk Deutschland, das Unterlagen zitiert, dass auch nach Februar 2022 über mindestens drei Tochtergesellschaften Maschinen nach Russland geliefert wurden. Die Produkte, darunter mindestens neun CNC-Maschinen, gingen unter anderem an die Evraz-Gruppe, zuletzt im März 2023. Evraz, zu dessen größten Anteilseignern Roman Abramowitsch gehört, ist maßgeblich in der Rüstungsindustrie engagiert. Schon im Jahr 2018 hatte Naumann, der Inhaber und geschäftsführende Gesellschafter von Niles-Simmons-Hegenscheidt, den Eindruck erweckt, dass EU-Sanktionen gegen Russland sinnlos sind. In einem Interview hatte er der damaligen Bundeskanzlerin Angela Merkel wegen ihrer Russland-Politik Unfähigkeit vorgeworfen, weil sie doch habe wissen müssen, „dass z.B. Rüstungsgüter mit deutschen, japanischen oder koreanischen Maschinen gleich gut produziert werden können“ und somit die (im Jahre 2018 gültigen) EU-Sanktionen keine Wirkung hätten. Er widersprach in diesem Interview auch dem Journalisten, der sagte, dass der Grund für die  Sanktionen die Annexion der Krim durch Russland gewesen sei und behauptete, dass hinter diesen Sanktionen „die Interessen der USA, die Angst vor einem Machtblock Europa/Russland haben,“ steckten.